# Richie Wellens
Richard Paul Wellens, plus communément appelé Richie Wellens (né le 26 mars 1980 à Moston (banlieue de Manchester), en Angleterre), est un footballeur anglais.

## Biographie

### Carrière en club
À l'été 2007, Richie Wellens signe pour le club des Doncaster Rovers pour une durée de deux ans. À l'issue de sa première saison à Doncaster au cours de laquelle Wellens inscrit 12 buts, saison qui s'achève par une victoire en play-off, l'entraîneur adjoint reconnait que le joueur « est techniquement très bon  ». Il prolonge dès lors son contrat de trois ans.
Le 8 juillet 2009, Richie Wellens signe à Leicester City pour un transfert estimé à 1,2 M£.
Réalisant une bonne saison 2010-2011 qui le classe dans les meilleurs passeurs de Championship et le voit élu joueur de deuxième division en janvier 2011, Wellens est courtisé par plusieurs clubs de Premier League, dont Wolverhampton Wanderers, Birmingham City, Wigan et Blackpool. Il fait part fin janvier 2011 de sa volonté de rester à Leicester City, sous la direction de Sven-Göran Eriksson, allant jusqu'à dire : « Je vois Leicester comme un club aussi grand, sinon plus, que ces clubs mentionnés ». Son intention de rester est saluée par la presse locale qui voit en lui une « lumière qui brille ». Le 4 octobre 2012, il est prêté un mois à Ipswich Town.

## Palmarès

### Palmarès de joueur
Blackpool FC
- Vainqueur des barrages de montée du championnat d'Angleterre de quatrième division en 2001.
- Vainqueur du Football League Trophy en 2002 et 2004.

 Doncaster Rovers
- Vainqueur des barrages de montée du championnat d'Angleterre de troisième division en 2008.

Distinctions personnelles
- Meilleur joueur de Championship : janvier 2011[8].
- Fait partie de l'équipe de l'année en League One saison 2007-2008[4].
- Élu meilleur joueur de Leicester City lors de la saison 2010-2011[9].

### Palmarès d'entraîneur
Salford City
- Vainqueur de l'EFL Trophy en 2020.

## Statistiques
| Saison      | Club              | Pays           | Championnat        | Coupes nationales |
| ----------- | ----------------- | -------------- | ------------------ | ----------------- |
| 1999 - 2000 | Manchester United | Premier League | -                  | 1 match           |
| 1999 - 2000 | Blackpool         | Division Two   | 8 matchs           | -                 |
| 2000 - 2001 | Blackpool         | Division Three | 39 matchs / 8 buts | 5 matchs          |
| 2001 - 2002 | Blackpool         | Division Two   | 36 matchs / 1 but  | 9 matchs / 1 but  |
| 2002 - 2003 | Blackpool         | Division Two   | 39 matchs / 1 but  | 6 matchs          |
| 2003 - 2004 | Blackpool         | Division Two   | 41 matchs / 3 buts | 9 matchs          |
| 2004 - 2005 | Blackpool         | League One     | 28 matchs / 3 buts | 6 matchs / 2 buts |
| 2005 - 2006 | Oldham Athletic   | League One     | 45 matchs / 4 buts | 6 matchs          |
| 2006 - 2007 | Oldham Athletic   | League One     | 44 matchs / 4 buts | 6 matchs          |
| 2007 - 2008 | Doncaster Rovers  | League One     | 47 matchs / 6 buts | 6 matchs / 1 but  |
| 2008 - 2009 | Doncaster Rovers  | Championship   | 39 matchs / 3 buts | 5 matchs          |
| 2009 - 2010 | Leicester City    | Championship   | 43 matchs / 1 but  | 3 matchs          |
| 2010 - 2011 | Leicester City    | Championship   | 45 matchs / 2 buts | 6 matchs / 2 buts |

Dernière mise à jour : 26 juin 2011